# Реші
Ре́ші (рос. Реши) — присілок у складі Горноуральського міського округу Свердловської області.
Населення — 40 осіб (2010, 45 у 2002).
Національний склад станом на 2002 рік: росіяни — 87 %.